# Дзяпшина Ніязі Олександрович
Ніязбей Олександрович Дзяпшина (нар. 14 листопада 1927, Очамчире, СРР Абхазія, Грузинська РСР — пом. 5 січня 1993, Тбілісі, Грузія) — радянський грузинський футболіст, центральний захисник тбіліського «Динамо». Заслужений майстер спорту СРСР (1952), Заслужений тренер Грузинської РСР (1976).

## Життєпис
Ніязбей Джапщипа народився 1927 року в Абхазії. Футболом розпочав займатися в команді рідного міста, «Динамо». По завершенні Другої світової війни 1945 року перейшов до одного з найсильніших абхазьких клубів, «Динамо» (Сухумі). У складі сухумського колективу своєю грою привернув увагу тбіліського «Динамо» з Класу «А», який запросив талановитого захисника вже наступного сезону.
У 1940-50-х років був одним з декількох гравців «Динамо» (Тбілісі), які розпочинали свою кар'єру в Сухумі, серед яких були Георгій Граматикопуло, Автанділ Гогоберідзе, Юрій Вардіміаді, Вальтер Саная та Володимир Марганія.
Більшу частину своєї кар'єри провів у тбіліському клубі. Кар'єру гравця завершив 1958 року, на той час у чемпіонатах СРСР зіграв 178 матчів, окрім цього провів велику кількість поєдинків у кубках СРСР.
У 1952 році отримав звання заслуженого майстра спорту, у 1957 році отримав орден «Знак Пошани».
По завершенні кар'єри гравця розпочав тренерську діяльність. Спочатку тренував юнацьку збірну Грузинської РСР, потім допомагав тренувати сухумське «Динамо», «Колхіда» (Поті). З 1969 по 1970 рік допомагав тренувати «Динамо» (Тбілісі). Помер 5 січня 1993 року в Тбілісі. На сайті «Динамо» (Сухумі) входить до переліку одного з 9-и «легендарних» гравців клубу.

## Досягнення

### Клубні
- Вища ліга СРСР
  -  Срібний призер (1): 1951
  -  Бронзовий призер (2): 1947, 1950

### Індивідуальні
- У списку 33-х найкращих футболістів СРСР: №2 (1952), №3 (1948, 1949, 1951)